# 庆和镇
庆和镇，是中华人民共和国内蒙古自治区通辽市科尔沁区下辖的一个乡镇级行政单位。

## 行政区划
庆和镇下辖以下地区：
马家村、南发村、顶合兴村、雪力敖宝村、太平河村、益庆和村、四方地村、回民屯村、五家子村、永合屯村、加福仓村、东发村、北发村、九家子村、火犁村、章古台村、陈家村、丁家村、帮统店村、马青云村、高起铺村和庆和林场。